# Drosay
Drosay é uma comuna francesa na região administrativa da Normandia, no departamento de Sena Marítimo. Estende-se por uma área de 6,44 km². Em 2010 a comuna tinha 201 habitantes (densidade: 31,2 hab./km²).